# Chiquinha Gonzaga (minissérie)
Chiquinha Gonzaga é uma minissérie brasileira produzida e exibida pela TV Globo de 12 de janeiro a 19 de março de 1999, em 38 capítulos.
Escrita por Lauro César Muniz, com colaboração de Marcílio Moraes, baseada na vida da maestrina e compositora Francisca Edwiges Neves Gonzaga, dirigida por Jayme Monjardim, Luiz Armando Queiroz e Marcelo Travesso.
A minissérie se baseou no livro "Chiquinha Gonzaga: uma história de vida", de Edinha Diniz e no romance "Chiquinha Gonzaga. Sofri e Chorei. Tive Muito Amor", de Dalva Lazaroni de Moraes. Por conta do descumprimento do contrato que previa a menção à obra nos episódios da minissérie, a TV Globo foi condenada em 2018 a indenizar os herdeiros da autora do romance.
Contou com Regina Duarte, Carlos Alberto Riccelli, Susana Vieira, Gabriela Duarte, Marcelo Novaes, Danielle Winits e Norton Nascimento nos papéis principais.

## Sinopse
A vida da compositora Chiquinha Gonzaga, que escandalizou a sociedade carioca de sua época com seus ideais libertários e com a popularização do samba como música genuinamente brasileira.
Jovem, é obrigada pelo pai, Basileu, um militar rígido, a casar-se com Jacinto, um homem que, apesar de amá-la, privava Chiquinha de sua maior paixão, a música, ao sentir que seu casamento é preterido pelos ideais de sua esposa. Chiquinha, não hesita em deixar o marido para viver com o seu grande amor, o engenheiro João Batista, um homem liberal que mantém uma relação mal resolvida com Suzette, a proprietária do maior salão da corte.
E é entre a classe artística marginalizada que Chiquinha Gonzaga encontra o apoio para compor e vai tornar-se a primeira compositora e maestrina do cenário brasileiro do final do século XIX. Mas sua vida, tão marcada por paixões ainda lhe reservaria uma surpresa: Chiquinha tem um intenso caso de amor com Joãozinho, um jovem com idade para ser seu filho, com quem acabaria vivendo até o resto de sua vida.

## Elenco
| Artista                 | Personagem                                 |
| ----------------------- | ------------------------------------------ |
| Gabriela Duarte         | Chiquinha Gonzaga                          |
| Carlos Alberto Riccelli | João Batista de Carvalho                   |
| Danielle Winits         | Suzette Fontin                             |
| Norton Nascimento       | Joaquim Callado                            |
| Odilon Wagner           | Major Basileu                              |
| Marcello Novaes         | Jacinto Ribeiro do Amaral                  |
| Tânia Bondezan          | Maria Isabel Rosa do Amaral                |
| Christiana Guinle       | Aimée                                      |
| Haroldo Costa           | Raimundo                                   |
| Marcelo Mansfield       | Arnaud                                     |
| Guilherme Piva          | Carlos                                     |
| Adriana Lessa           | Feliciana                                  |
| Jorge Maia              | Zé da Bica                                 |
| Luciana Faria           | Nara                                       |
| Charles Myara           | Saldanha                                   |
| Sérgio Loroza           | Vassoura                                   |
| Gottsha                 | Dalva                                      |
| Rodrigo Mendonça        | José                                       |
| Fernanda Azevedo        | Júlia                                      |
| Ludmila Rosa            | Marilda                                    |
| Eduardo Caldas          | João Carlos Neves Gonzaga (Juca) (criança) |
| Paula Santoro           | Eliane                                     |
| Guilherme Bernard       | Pedro                                      |
| Bruno Telles            | João Gualberto (bebê)                      |
| Felipe Brito            | Zé Carlos                                  |

| Artista               | Personagem                 |
| --------------------- | -------------------------- |
| Solange Couto         | Rosa Maria de Lima Gonzaga |
| Ângela Leal           | Celeste                    |
| Antônio Petrin        | João Castello              |
| Sebastião Vasconcelos | Cônego Trindade            |
| Chica Xavier          | Inácia                     |
| Alessandra Maestrini  | Marli                      |

| Artista                | Personagem                              |
| ---------------------- | --------------------------------------- |
| Regina Duarte          | Chiquinha Gonzaga                       |
| Fábio Junqueira        | João Batista Fernandes Lage (Joãozinho) |
| Susana Vieira          | Suzette                                 |
| Norton Nascimento      | Joaquim Callado                         |
| Bel Kutner             | Maria Gonzaga do Amaral                 |
| Cláudio Lins           | João Carlos Neves Gonzaga (Juca)        |
| Carla Cabral           | Alice Marins                            |
| Tânia Bondezan         | Maria Isabel Rosa do Amaral             |
| Odilon Wagner          | Major Basileu                           |
| Taumaturgo Ferreira    | Paula Ney                               |
| Flávio Migliaccio      | Vaga-Lume                               |
| Marcello Novaes        | Jacinto Ribeiro do Amaral               |
| Vera Holtz             | Dona Ló                                 |
| Ângela Leal            | Celeste                                 |
| Zezé Motta             | Conceição                               |
| Christiana Guinle      | Aimée                                   |
| Paulo Betti            | Carlos Gomes                            |
| Antônio Calloni        | Lopes Trovão                            |
| Lavínia Vlasak         | Marie de Paris                          |
| Christine Fernandes    | Alzira                                  |
| Emílio Orciollo Netto  | Jorge                                   |
| Maurício Gonçalves     | José do Patrocínio                      |
| Haroldo Costa          | Raimundo                                |
| Cláudia Lira           | Suzana                                  |
| Fernanda Muniz         | Mariana                                 |
| Daniela Escobar        | Amália Bergamini Prado                  |
| Murilo Rosa            | Amadeu                                  |
| Dira Paes              | Vitalina                                |
| Ana Paula Tabalipa     | Rita de Cássia (Ritoca)                 |
| Marcelo Mansfield      | Arnaud                                  |
| Antônio Grassi         | Manuel                                  |
| Chica Xavier           | Inácia                                  |
| Neco Villa Lobos       | Castellinho                             |
| Caio Junqueira         | João Gualberto Gonzaga Amaral           |
| Milton Gonçalves       | Maestro Henrique Alves de Mesquita      |
| Clarisse Abujamra      | Marina                                  |
| Guilherme Piva         | Carlos                                  |
| Adriana Lessa          | Feliciana                               |
| Fernando Albano        | Hilário Gonzaga do Amaral               |
| Maria Ceiça            | Divina                                  |
| Carlos Casagrande      | Carlinhos                               |
| Stella Maria Rodrigues | Geneviève                               |
| Jorge Maia             | Zé da Bica                              |
| Lara Córdula           | Maria da Cacimba                        |
| Alexandre Lemos        | João Gualberto Gonzaga Amaral (criança) |
| Larissa Queiroz        | Maria do Patrocínio (criança)           |
| Juliana Monjardim      | Emília                                  |

| Artista       | Personagem                                      |
| ------------- | ----------------------------------------------- |
| Caio Blat     | João Batista Fernandes Lage (Joãozinho) (jovem) |
| Sérgio Loroza | Vassoura                                        |

## Exibição
Foi reexibida na íntegra pelo Viva de 25 de novembro de 2010 a 17 de janeiro de 2011, substituindo Desejo e sendo substituída por Dona Flor e Seus Dois Maridos, às 23h45. Foi reexibida novamente na íntegra pelo Viva de 9 de julho a 22 de agosto de 2012, substituindo Os Maias e sendo substituída por Engraçadinha: Seus Amores e Seus Pecados, às 23h15. Foi reexibida pela terceira vez no Viva de 6 de abril a 27 de maio de 2022, substituindo Presença de Anita e sendo substituída por O Quinto dos Infernos, às 19h30.

### Outras Mídias
Em 6 de março de 2023, foi disponibilizada na íntegra pelo Globoplay, como parte do Projeto Resgate.

### Exibição Internacional
Chiquinha Gonzaga foi vendida para países como Chile, Costa do Marfim, Equador, França, Honduras, Ilhas Maurício, Mali, Polônia, Portugal, República Dominicana, Rússia, Venezuela e Vietnã.

## Trilha sonora
Capa: Gabriela Duarte
1. Lua Branca - Joanna
2. Machuca - Daniela Mercury
3. Não Venhas - Emílio Santiago
4. Romance da Princesa - Roberta Miranda
5. Menina Faceira - Paulinho Moska
6. Cordão Carnavalesco (Forrobodó) - Alcione
7. A Brasileira - Adriana Calcanhoto
8. Ô Abre Alas - Marlene, Ângela Maria e Emilinha Borba
9. A Corte Na Roça - Beto Guedes
10. Atraente - Edson Cordeiro
11. Maxixe da Zeferina - Beth Carvalho
12. O Que É Sympathia - Zé Ramalho
13. Santa - Zélia Duncan
14. Namorados da Lua - Milton Nascimento
15. O Namoro - Renato Teixeira
16. Corta Jaca - Marcus Viana e Maria Teresa Madeira
17. Um Novo Século - Marcus Viana (Tema de Abertura)